# 人民英雄紀念碑

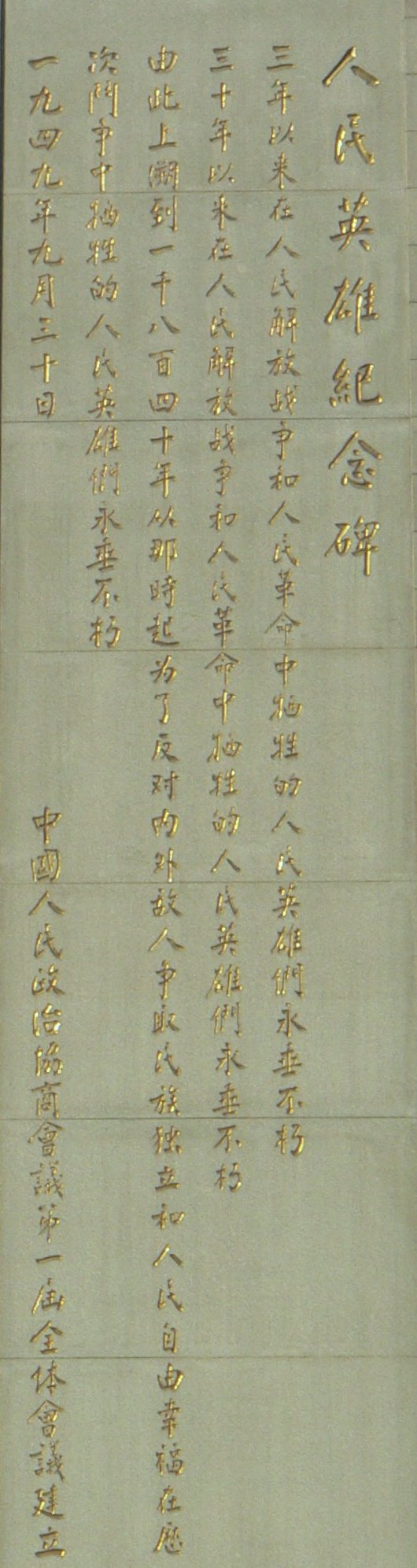
裏面の顕彰碑文

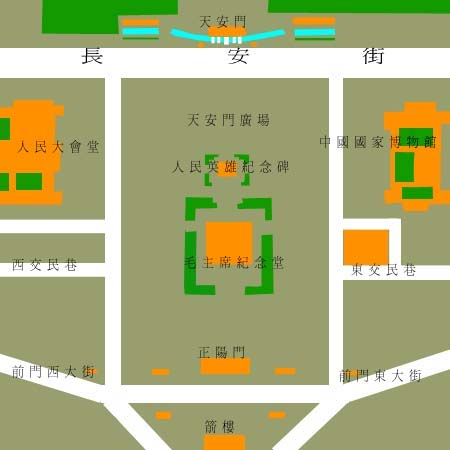
人民英雄紀念碑付近の地図

人民英雄紀念碑（じんみんえいゆうきねんひ）は中華人民共和国北京市の天安門広場に位置する中国革命の英雄の顕彰碑。1958年に梁思成の設計でつくられた。表面（北面、従って天安門からみえるのはこちら側）には毛沢東による金文字（昔は英雄たちの血をあらわす赤文字だった）の「人民英雄永垂不朽」（人民の英雄は永遠に不滅だ）の揮毫、裏面（南面）には周恩来による顕彰文の揮毫（繁体字・簡体字混合）が刻まれている。裏面の顕彰文（原文まま）は
本文の大意は「ここ3年来の人民解放戦争と人民革命によって犠牲になった人民の英雄達は永遠に不滅だ！（1946年からの国共内戦を表す。）
ここ30年来の人民解放戦争と人民革命によって犠牲になった人民の英雄達は永遠に不滅だ！（1919年の五四運動以降の抵抗運動・抗日戦争を表す。）
ここから1840年まで溯った時から内外の敵に反対し、民族の独立と人民の自由と幸福を勝ち取るための毎回の闘争の中で犠牲になった人民の英雄達は永遠に不滅だ！（1840年のアヘン戦争以降の諸抵抗運動（太平天国の乱や義和団の乱・辛亥革命等を含む）をあらわす。）」。
台座部分には中国近代史における主な事件（アヘン戦争の原因となった1839年の林則徐の広東省虎門でのアヘン焼却事件「虎門銷煙」、太平天国の乱のきっかけになった1851年の「金田蜂起」、辛亥革命のきっかけとなった1911年の「武昌蜂起」、1919年の北京での「五四運動」、1925年の上海での労働者のデモにイギリス軍が発砲した「五・三〇事件」、1927年に江西省で起こった国共内戦の始まりであり、中国人民解放軍の誕生とされる「南昌蜂起」、1937年からの「日中戦争」、1946年からの第2次国共内戦の一つで中国共産党の勝利を決定的にした1949年4月の「長江渡江戦争」）のレリーフが彫られている。
完成当時からしばらくは直接触れることが出来たが、度重なる革命運動や二度の天安門事件の舞台になったことにより、現在では警備兵が常に監視し近寄れなくなっている。
2024年7月27日に天安門広場およびその建築群（天安門広場・人民英雄紀念碑・毛主席紀念堂・国家博物館・人民大会堂）は「北京中軸線：中華の理想的秩序を示す建造物群」の一部として世界遺産に登録された。